# Ночевки (Смоленская область)
Ночевки — деревня в Велижском районе Смоленской области России. Входит в состав Велижского городского поселения. 
Расположена в северо-западной части области в 5 км к юго-востоку от Велижа, в 2 км северо-восточнее автодороги Р133 Смоленск — Невель, на берегу реки Велижка. В 92 км южнее деревни расположена железнодорожная станция Рудня на линии Смоленск — Витебск.

## История
В годы Великой Отечественной войны деревня была оккупирована гитлеровскими войсками в июле 1941 года, освобождена в сентябре 1943 года. 